# Aleks Simeonov
Aleks Biserov Simeonov (nacido el 28 de marzo de 1993 en Plovdiv) es un jugador de baloncesto búlgaro que actualmente pertenece a la plantilla del San Sebastián Gipuzkoa Basket Club. Con 2,00 metros de altura juega en la posición de ala-pívot. Es internacional absoluto con Bulgaria.

## Trayectoria Profesional
Simeonov llegó en la temporada 2009-10 al Lievski Sofia y en el que jugaría gran parte de su trayectoria como profesional. En la temporada 2015-16, alcanzó la internacionalidad al firmar muy buenos números en la liga de su país. Jugó un total de 34 partidos, en los que promedio 16,7 puntos, 7,3 rebotes y 2,6 asistencias. 
En agosto de 2016, el jugador búlgaro se convirtió en el último fichaje para el juego interior del RETAbet.es Gipuzkoa Basket para la temporada 2016-17, procedente de la liga búlgara, para ocupar la plaza que dejó Julen Olaizola, tras su marcha al UCAM Murcia.

## Selección Búlgara
Internacional con Bulgaria, en la que debutaría en 2016.